# Пасічнянська сільська рада (Надвірнянський район)
Пасічнянська сільська рада — орган місцевого самоврядування у Надвірнянському районі Івано-Франківської області з адміністративним центром у с. Пасічна.

## Загальні відомості
Водоймища на території, підпорядкованій даній раді: річка Бистриця.

## Населені пункти
Сільській раді підпорядковані населені пункти:
- с. Пасічна — населення 4 717 осіб; площа 8,000 км²; засноване в 1560 році
- с. Букове — населення 544 осіб; площа 2,700 км²; засноване в 1560 році
- с. Постоята — населення 710 осіб; площа 4,000 км²; засноване в 1560 році
- с. Соколовиця — населення 55 осіб; площа 1,300 км²; засноване в 1560 році

## Склад ради
Рада складається з 30 депутатів та голови.

### Керівний склад ради
| ПІБ                        | Основні відомості                                                                | Дата обрання | Дата звільнення |
| -------------------------- | -------------------------------------------------------------------------------- | ------------ | --------------- |
| Гегна Василь Миколайович   | Сільський голова, 1959 року народження, освіта, член Української Народної Партії | 26.03.2006   | 31.10.2010      |
| Михайлюк Василь Васильович | Сільський голова, 1970 року народження, освіта вища, безпартійний                | 31.10.2010   |                 |

Примітка: таблиця складена за даними джерела